# (2117) Danmark
(2117) Danmark (1978 AC) – planetoida z grupy pasa głównego asteroid okrążająca Słońce w ciągu 4,86 lat w średniej odległości 2,87 au. Odkryta 9 stycznia 1978 roku.